# Argyreia brachypoda
Argyreia brachypoda är en vindeväxtart som först beskrevs av Kerr, och fick sitt nu gällande namn av Van Ooststr. Argyreia brachypoda ingår i släktet Argyreia och familjen vindeväxter. Inga underarter finns listade i Catalogue of Life.